# 다이안드라 뉴린

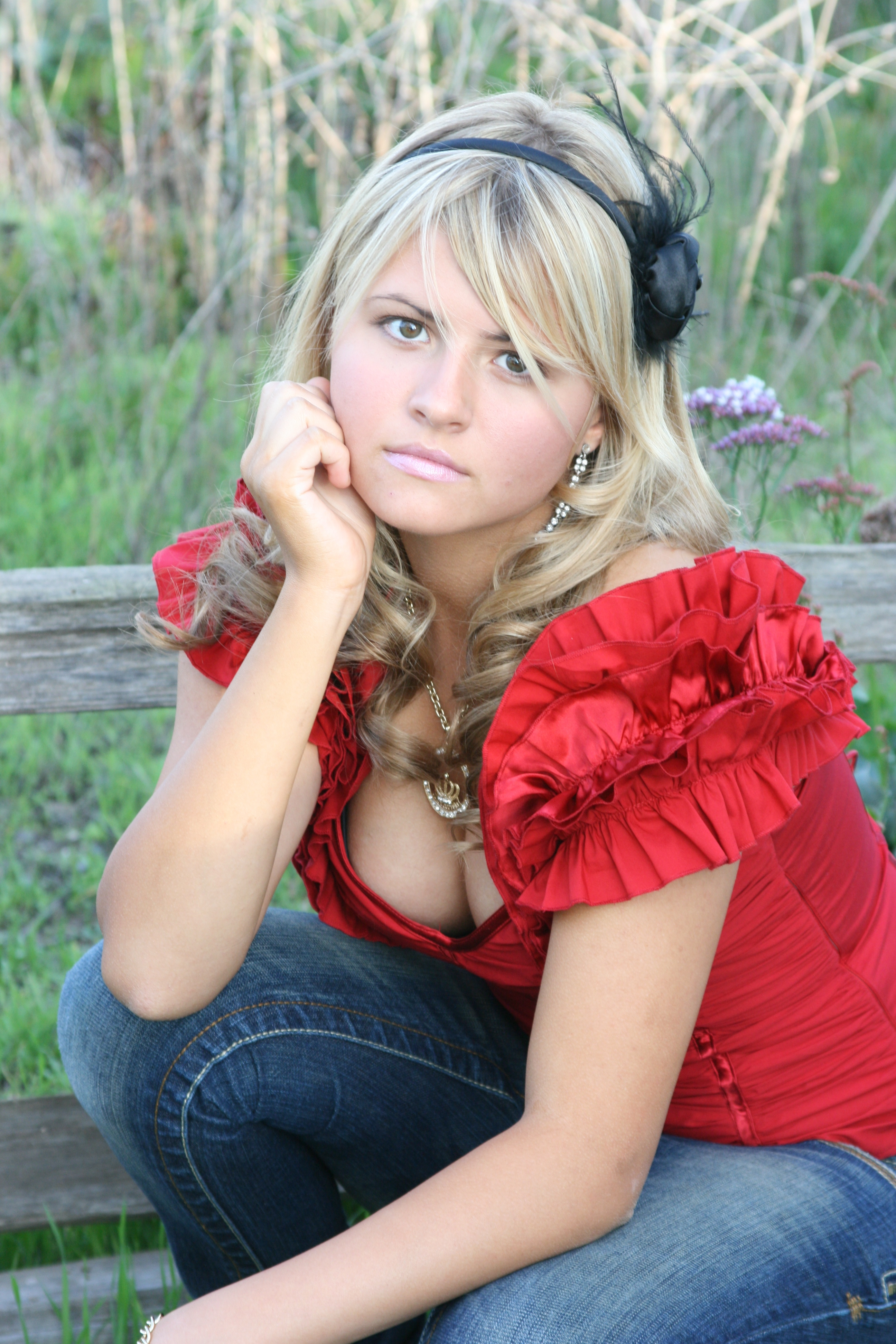

다이안드라 뉴린(Diandra Newlin, 1991년 3월 4일 ~ )은 미국의 배우, 가수, 모델, 텔레비전 배우, 영화배우이다.
리치먼드에서 태어났다.

## 영화
- 빅 타임 러쉬 시즌1 (2009년)
- 러브 앳 퍼스트 히컵 (2009년)
- 지. 아이. 제인 (1997년)
- 가딩 라이트 (1952년)